# Dana Kuchtová
Dana Kuchtová (ur. 18 czerwca 1961 w Českým Krumlovie) – czeska polityk, nauczycielka i działaczka samorządowa, w 2007 minister szkolnictwa, młodzieży i sportu.

## Życiorys
Ukończyła w 1986 studia pedagogiczne na Uniwersytecie Południowoczeskim w Czeskich Budziejowicach. Pracowała jako nauczycielka i tłumaczka. W 1989 dołączyła do Forum Obywatelskiego w rodzinnej miejscowości. W latach 2000–2004 była działaczką (m.in. przewodniczącą) stowarzyszenia „Jihočeské matky”, organizującego protesty przeciwko budowie elektrowni atomowej w Temelínie.
W 2003 wstąpiła do Partii Zielonych, w latach 2004–2007 była pierwszą wiceprzewodniczącą tego ugrupowania. Od 2006 do 2007 pełniła funkcję zastępczyni burmistrza w Českým Krumlovie. Od stycznia do października 2007 sprawowała urząd ministra szkolnictwa, młodzieży i sportu w drugim rządzie Mirka Topolánka.
Na skutek sporów wewnątrz swojej partii została z niej wykluczona; później powróciła jednak w jej szeregi, dołączając ponownie w 2012 do jej kierownictwa. Wcześniej w 2009 objęła stanowisko dyrektora domu dziecka w Klánovicach.